# 덴류하마나코 철도
덴류하마나코 철도 주식회사(일본어: 天竜浜名湖鉄道 株式会社)는 일본 시즈오카현의 철도 기업이다.
일본국유철도 후타마타 선을 계승하기 위하여 1986년에 제3 섹터 방식으로 설립되었다.

## 역사
- 1986년 8월 18일: 설립.
- 1987년 3월 15일: 후타마타 선을 계승, 덴류하마나코 선으로 영업 개시..

## 보유 노선
- 덴류하마나코 선: 가케가와 ~ 덴류후타마타 ~ 신조하라, 67.7 km

## 보유 차량

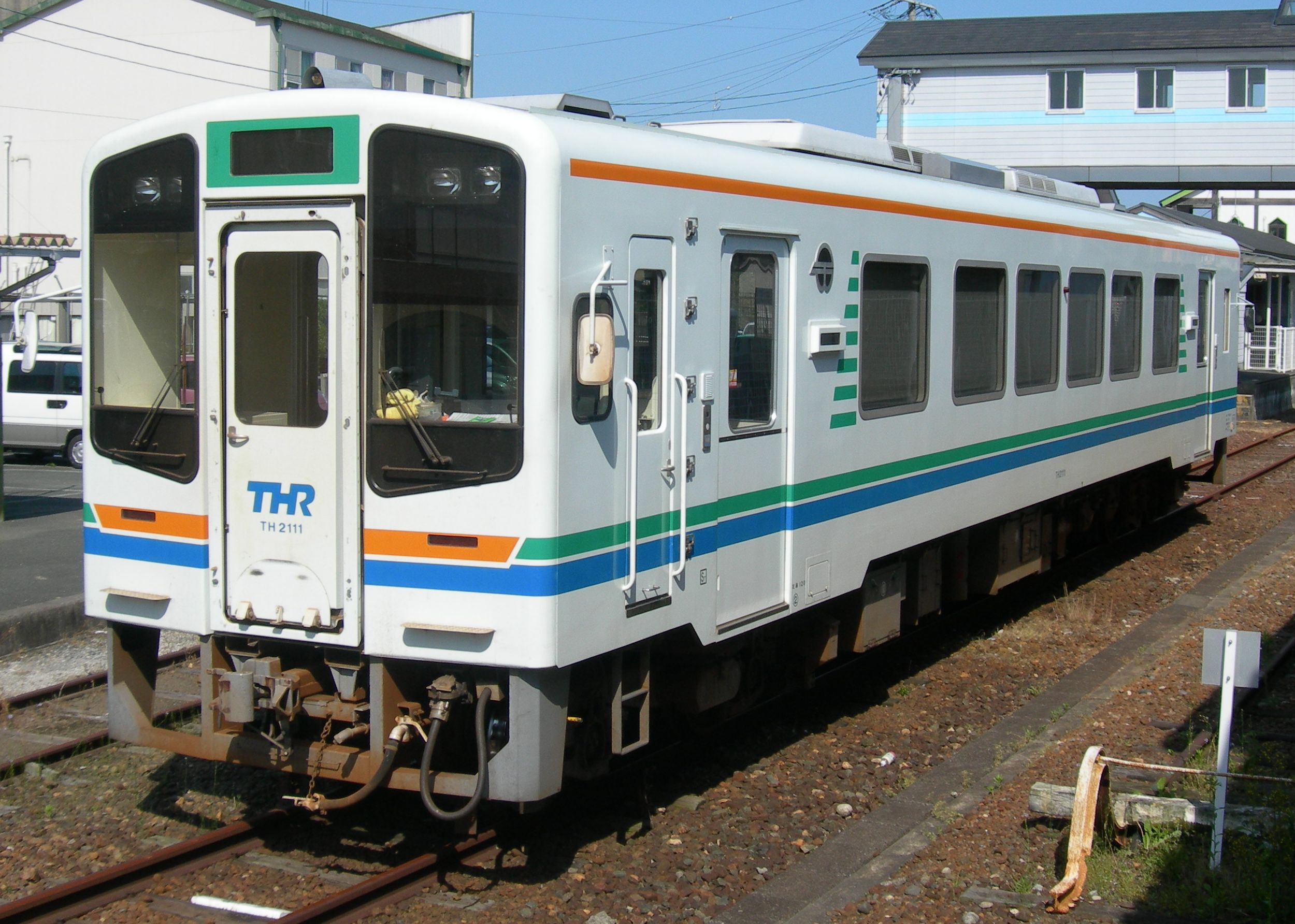
TH2100형
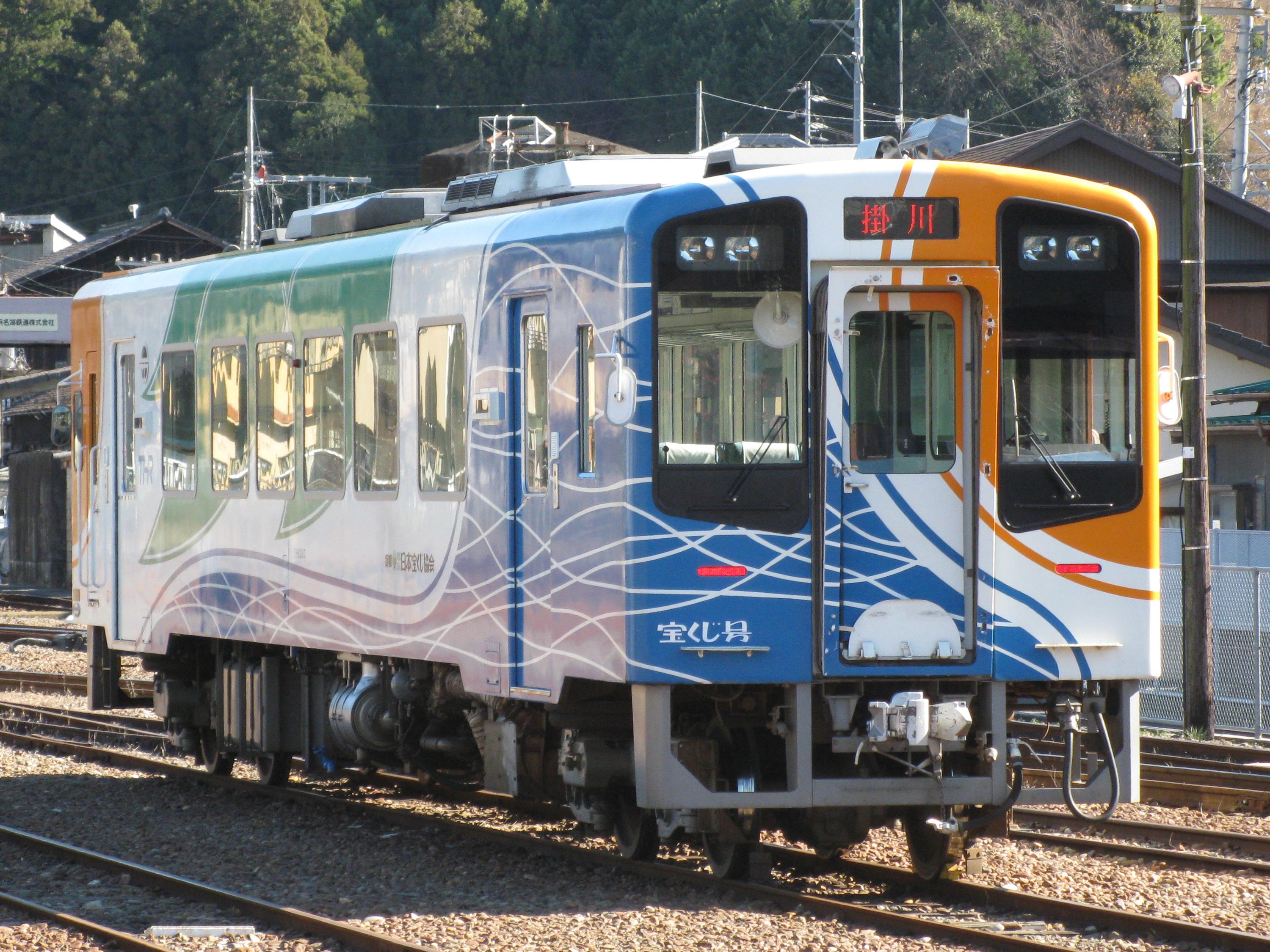
TH9200형
- TH3000형

- TH2100형
- TH9200형